# Крайна (община Неделино)
Вижте пояснителната страница за други значения на Крайна.
Крайна е село в Южна България. То се намира в община Неделино, област Смолян.

## География
Село Крайна, община Неделино се намира на мястото, където се събират река Неделинска и река Кичуковска.